# Biancaneve - E vissero felici e contenti
Biancaneve - E vissero felici e contenti  (Happily Ever After - Snow White's Greatest Adventure) è un film musicale d'animazione del 1989 diretto da John Howley e prodotto dalla Filmation.
La storia è una continuazione della fiaba Biancaneve dei fratelli Grimm. Biancaneve e il principe sono tuttavia gli unici personaggi della fiaba originale a comparire anche nel film. La pellicola è scollegata dallo speciale natalizio Buon Natale Biancaneve, precedentemente prodotto dalla Filmation.

## Trama
Biancaneve e il Principe si preparano a sposarsi dopo la sconfitta della regina cattiva, quando il fratello di quest'ultima, lo stregone Lord Malizia, apprende della sua morte dallo specchio magico e giura vendetta. Biancaneve e il Principe vengono quindi attaccati da Malizia, trasformatosi in un gigantesco uccello: lo stregone cattura il Principe, mentre Biancaneve riesce a fuggire nel bosco e raggiunge la casetta dei Sette Nani dove tuttavia non trova i suoi vecchi amici, ma le Sette Nane loro cugine, trasferitesi nella loro casetta dopo che questi hanno aperto una nuova miniera altrove. Le Nane decidono comunque di aiutare Biancaneve, e la portano da Madre Natura, della quale sono aiutanti.
Arrivate da Madre Natura, quest'ultima tuttavia rimprovera le Nane: ella ha infatti regalato loro dei poteri magici, ma questi vengono usati impropriamente; se non dimostreranno di farne buon uso, per punizione lei glieli toglierà. Malizia sferra un attacco a sorpresa, ma Madre Natura contrattacca facendolo tornare alla sua forma umana; prima di sparire, Malizia informa Biancaneve che il principe è prigioniero nel suo castello. Biancaneve e le Nane si recano al castello di Malizia nel Regno della Cattiva Sorte, incontrando lungo la strada l'Uomo Ombra, un misterioso essere incappucciato; col suo aiuto, Biancaneve e le Nane sconfiggono gli sgherri di Malizia.
Dopo molte avventure, Malizia riesce a catturare Biancaneve e a portarla nel suo castello; per salvarla, le Nane vi si intrufolano e respingono gli scagnozzi di Malizia. Intanto Biancaneve si riunisce con il Principe, che tuttavia inizia a comportarsi in modo strano e la conduce attraverso un passaggio segreto per scappare. Biancaneve capisce che in realtà il Principe è Lord Malizia, trasformato per magia: lo stregone tenta di tramutarla in pietra per mezzo di un mantello magico; l'Uomo Ombra corre in suo aiuto, ma viene sopraffatto e apparentemente ucciso da Malizia.
Mentre tenta nuovamente di pietrificare Biancaneve, Malizia viene attaccato dalle Sette Nane, che tuttavia finiscono pietrificate. L'unica a salvarsi è Fulminella, che finalmente riprende il controllo dei suoi poteri e colpisce Malizia con un fulmine; Biancaneve ne approfitta per gettargli addosso il mantello e pietrificarlo, sconfiggendolo definitivamente. Le Nane tornano in vita, mentre Biancaneve piange l'Uomo Ombra, credendo di aver perso sia lui che il Principe; all'improvviso, l'Uomo Ombra si risveglia e si trasforma nel Principe: Malizia gli aveva tolto la bellezza con un incantesimo, ma lui ha continuato a vegliare su di lei durante il suo viaggio.
Biancaneve e il Principe sono finalmente pronti per il matrimonio, al quale vengono invitate anche le Sette Nane; Madre Natura, inoltre, permette loro di mantenere i poteri magici, avendo dimostrato di essere capaci di usarli correttamente. Biancaneve e il Principe sono quindi felici e vanno incontro al loro lieto fine.

## Produzione
Il film entrò in produzione nel 1986. La Filmation, aveva annunciato la produzione di 13 film d'animazione sequel di altrettanti classici per l'infanzia; sebbene non fosse dichiarato, i film erano stati concepiti anche come seguiti non ufficiali dei Classici Disney: i primi due film messi in cantiere erano infatti Biancaneve e le Sette Nane, che sarebbe dovuto uscire in occasione del cinquantesimo anniversario del film del 1937, e Pinocchio 2, sequel non ufficiale del lungometraggio Disney del 1940. I film in questione erano rispettivamente il primo e il secondo Classico Disney, dunque il parallelismo era evidente; altri film annunciati erano Cenerentola 2, Bambi 2 e Alice ritorna nel Paese delle Meraviglie.
In seguito all'annuncio di questa operazione, la Disney citò in giudizio la Filmation per infrazione del diritto d'autore sui Classici; questo comportò la posticipazione di Biancaneve 2, che dovette essere distribuito come secondo film e con pesanti limitazioni nella promozione e nel character design. La Filmation presentò invece Pinocchio 2 come sequel ufficiale del romanzo originale di Carlo Collodi, che già all'epoca era di pubblico dominio. Pinocchio 2 fu quindi il primo film a essere distribuito, nel 1987, mentre Biancaneve - E vissero felici e contenti uscì l'anno successivo; le controversie legali portarono tuttavia all'abbandono definitivo del progetto.
Ai personaggi prestarono la voce attori di grido come Irene Cara (nel ruolo di Biancaneve, in uno dei primi casi di color-blind casting), Edward Asner, Zsa Zsa Gábor, Tracey Ullman, Malcolm McDowell.
Alcuni dei titoli inizialmente scelti per il film erano: Snow White and the Realm of Doom, Snow White in the Land of Doom e Snow White and the Seven Dwarfelles. La Disney costrinse tuttavia la Filmation a mutarlo in Happily Ever After - Snow White's Greatest Adventure, lasciando il nome della protagonista nel sottotitolo per non dare l'idea che si trattasse di un seguito del lungometraggio Disney. I sette nani vennero inoltre sostituiti dalle loro cugine, così da non dover creare delle "copie" dei nani della Disney, che avrebbero molto probabilmente deluso le aspettative del pubblico. Alcuni dei gadget per il film vennero comunque rilasciati sotto il titolo di Snow White in the Land of Doom.

## Distribuzione
Diverse concause ritardarono l'uscita del film. Debuttò nelle Filippine il 30 giugno 1989 con il titolo Snow White: The Adventure Continues. Negli USA sarebbe dovuto uscire nel giugno 1990. Ma a causa di diverse controversie legali legate sia alla casa di distribuzione che alla Disney, la pellicola arrivò nei cinema statunitensi solo il 28 maggio 1993 per la First National, in concomitanza con l'ottava redistribuzione cinematografica del lungometraggio Disney. Nelle sale italiane il film arriva il 10 novembre 1989 distribuito da Cecchi Gori Group.

## Accoglienza
La critica diede un giudizio negativo al film, a causa della trama eccessivamente semplice e le tecniche di animazione più adatte all'home-video che alla cinematografia. Pesò anche il confronto col Classico Disney originale: sebbene fosse stato dichiarato che tra i due film non ci fosse alcun legame, molti critici evidenziarono il fatto che Happily Ever After fosse uscito in concomitanza con una riedizione del film Disney, e lo ritennero un tentativo di sfruttarne l'onda emotiva. Il lungometraggio Filmation ebbe inoltre scarso successo di pubblico, con un incasso complessivo di soli 3.299.382 dollari.
Per promuovere il film, la casa produttrice mise in commercio una linea di bambole e giocattoli prodotti dall'azienda Lucky Bell ritraenti i personaggi del film; fu inoltre prodotta una serie di mini-figures date in omaggio dalla catena di ristoranti McDonald's con l'acquisto degli Happy Meal. Nel 1991 era prevista l'uscita di un videogioco per Nintendo Entertainment System, che rimase inedito in conseguenza dello scarso successo del film. Un gioco per Super Nintendo venne pubblicata un anno dopo l'uscita del film.

### Date di uscita
Le date di uscita internazionali sono state:
- 30 giugno 1989 nelle Filippine (Snow White: The Adventures Continues)
- 10 novembre 1989 in Italia
- 20 giugno 1990 in Francia (Blanche-Neige et le Château hanté)
- 1º agosto 1991 in Irlanda e nel Regno Unito (home video) / 22 novembre 1994 (cinema) in Irlanda
- 26 dicembre in Australia
- 5 aprile 1992 in Armenia
- 13 luglio nelle Isole Vergini britanniche
- 28 maggio 1993 negli Stati Uniti
- 22 giugno 1994 in Ungheria (home video) (Hófehérke 2: Boldogan éltek míg...)
- 16 agosto 1994 (home video) / 25 novembre 1995 (cinema) in Giappone (Shirayukihime mō hitotsu no monogatari)
- 19 maggio 1995 in Canada
- 10 giugno 1996 in Albania
- 1º giugno 1999 in Russia (Новые приключения Белоснежки)
- 21 giugno 2007 in Spagna (DVD) (El Retorno de Blancanieves: Feliz para Siempre)

### Edizione italiana
L'edizione italiana è doppiata da CDC sotto la direzione di Flaminia Jandolo e con dialoghi di Alberto Piferi. Le canzoni vennero lasciate in inglese sottotitolate, mentre Love is the Reason fu lasciata in versione strumentale.

### Edizioni home video
Negli Stati Uniti il film fu edito in VHS e in Laserdisc per la Worldvision. Successivamente è stato distribuito in DVD dalla 20th Century Fox Home Entertainment in un'edizione censurata, nella quale alcune fugaci scene di violenza sono state goffamente "mascherate" tramite dei fermo immagine, degli zoom, o reinserendo scene tratte da altre parti del film.
In Italia Cecchi Gori distribuì il film anche in VHS nel 1990 tramite RCS; mentre in DVD è stato distribuito da Memory Technology sotto vari nomi, e da Quadrifoglio, nella versione Fox censurata.

## Colonna sonora

### Tracce
1. The Baddest (musica di Ashley Hall, con testo di Stephanie Tyrell) - interprete: Edward Asner
2. Thunderella's Song (musica di Richard Kerr, con testo di Stephanie Tyrell) - interprete: Tracey Ullman
3. Mother Nature's Song (musica di Barry Mann, con testo di Stephanie Tyrell) - interprete: Phyllis Diller
4. Love is the Reason (musica e testo di John Lewis Parker) - interprete: Irene Cara